# 앤지 밀러
앤지 밀러(Angie Miller, 1994년 2월 17일 ~ )는 미국의 가수이다. 2012년 아메리칸 아이돌 시즌 12 참가자이다.